# Sici, Sălaj
Sici este un sat în comuna Pericei din județul Sălaj, Transilvania, România.